# J Soul Brothers (第三代J Soul Brothers專輯)
《J Soul Brothers》是日本演唱團體第三代J Soul Brothers的第一張原創專輯。2011年6月1日發行，唱片公司為rhythm zone。

## 概要
- 收錄第1張單曲《Best Friend's Girl》至第3張單曲《LOVE SONG》共3首A面曲。
- 新曲《FIELD OF DREAMS》是ABC電視台節目《今ちゃんの「実は…」》2011年6月度片尾曲。
- 新曲《1st Place》是TBS電視台節目《排名王國》2011年6月至7月度主題曲。
- 新曲《GENERATION》原為第二代J Soul Brothers（現THE SECOND from EXILE）專輯《J Soul Brothers》的收錄曲，本作收錄的版本為合唱版本。
- 新曲《24karats STAY GOLD feat. 三代目 J Soul Brothers》原為EXILE第33張單曲《FANTASY》的B面曲，本作收錄的版本為合唱版本。
- 本作分「初回限定盤（CD+DVD）」和「CD盤」2種版本
- 「初回限定盤」收錄了「Best Friend's Girl」、「On Your Mark〜奇蹟之光〜」、「Japanese Soul Brothers」等4首歌曲的Music Video和製作花絮（Making），以及影片《第三代J Soul Brothers Documentary Movie》
- 在6月13日於公信榜專輯週排行榜取得第1位。

## 收錄內容

### CD
1. On Your Mark〜奇蹟之光〜（On Your Mark〜ヒカリのキセキ〜 ）
（作詞：Kenn Kato、作曲・編曲：田中直）
2nd單曲、朝日電視台「検事・鬼島平八郎」的主題曲
2. Best Friend's Girl
（作詞：松尾潔、作曲：川口大輔、編曲：中野雄太）
1st單曲、「EXILE presents VOCAL BATTLE AUDITION 2 〜給懷抱夢想的年輕人們〜」第三次審查的課題曲、明治「Meltykiss」電視廣告歌曲
3. FIELD OF DREAMS
（作詞：Kenn Kato、作曲：SKY BEATZ / ERIK LIDBOM / FAST LANE）
ABC電視台節目《今ちゃんの「実は…」》2011年6月度片尾曲
4. 新時代（次の時代へ）
（作詞：ATSUSHI、作曲・編曲：春川仁志）
5. 只要和妳在一起（君となら）
（作詞・作曲：森大輔、編曲：中野雄太）
6. LOVE SONG
（作詞：小竹正人、作曲・編曲：原一博）
3rd單曲、朝日電視台節目《お願い!ランキング》2011年5月度片尾曲、LIXIL住宅研究所「アイフルホーム」電視廣告歌曲、Rekochoku電視廣告歌曲和d頻道電視劇「戀愛是必然的 〜在電視劇看到! 新感覺戀愛法則〜」的主題曲
7. Always
（作詞：ATSUSHI、作曲・編曲：浅田将明）
8. 1st Place
（作詞・作曲：lil' showy）
TBS電視台節目《排名王國》2011年6月至7月度主題曲
9. GENERATIONS／第二代J Soul Brothers + 第三代J Soul Brothers
（作詞：Kenn Kato、作曲・編曲：BACHLOGIC）
10. Japanese Soul Brothers／第二代J Soul Brothers + 第三代J Soul Brothers
（作詞：michico、作曲：T.Kura / michico）
11. 24karats STAY GOLD feat. 第三代J Soul Brothers／EXILE
（作詞・作曲：lil' showy）

### DVD
1. Best Friend's Girl [Music Video]
2. On Your Mark 〜奇蹟之光〜 [Music Video]
3. LOVE SONG [Music Video]
4. Japanese Soul Brothers [Music Video]
5. Best Friend's Girl [Making]
6. On Your Mark 〜奇蹟之光〜 [Making]
7. LOVE SONG [Making]
8. Japanese Soul Brothers [Making]
9. 第三代J Soul Brothers Documentary Movie